# Severo Hernández
Severo Hernández (Santander, 6 de novembro de 1940 – 15 de abril de 2022) foi um ciclista colombiano. Representou seu país, Colômbia, no ciclismo nos Jogos Olímpicos de Verão de 1968.